# Острво Норфок на Светском првенству у атлетици на отвореном 1995.
Острво Норфок је ПРВИ пут учествовало на Светском првенству у атлетици на отвореном 1995. одржаном у Гетеборгу од 5. до 13. августа. Репрезентацију Острва Норфок је представљао један такмичар, који се такмичио у бацању кладива.
Такмичар Острва Норфок није освојио ниједну медаљу нити је остварио неки резултат.

## Учесници
Мушкарци:
- Брент Џонс — Бацање кладива

## Резултати

### Мушкарци
| Атлетичар  | Дисциплина     | Лични рекорд | Квалификација | Квалификација | Финале               | Финале       | Детаљи |
| Атлетичар  | Дисциплина     | Лични рекорд | Резултат      | Место         | Резултат             | Место        | Детаљи |
| ---------- | -------------- | ------------ | ------------- | ------------- | -------------------- | ------------ | ------ |
| Брент Џонс | Бацање кладива | 52,44        | 50,52         | 21. у гр. Б   | Није се квалификовао | 40 / 41 (43) |        |